# هدلی ریچاردسون
الیزابت هدلی ریچاردسون (انگلیسی: Elizabeth Hadley Richardson؛ (۹ نوامبر ۱۸۹۱–۲۲ ژانویه ۱۹۷۹) نخستین همسر ارنست همینگوی بود. هدلی و ارنست در سال ۱۹۲۱ ازدواج نموده و چند ماه پس از ازدواج به پاریس نقل مکان کردند. همینگوی در پاریس نوشتن رمانش را دنبال کرد و از طریق او، هادلی با سایر نویسندگان بیگانه و انگلیسی آمریکایی ملاقات کرد.
در سال ۱۹۲۵، هدلی از رابطه همینگویی با پائولین ماریا فایفر مطلع شد و در سال ۱۹۲۷، از همینگوی طلاق گرفت. او در سال ۱۹۳۳ با روزنامه‌نگاری به نام پاول اسکات مولر که قبلاً او را در پاریس ملاقات کرده بود، ازدواج کرد.

## زندگی
ریچاردسون که کوچکترین فرزند خانواده بود، در ۹ نوامبر سال ۱۸۹۱ در سنت لویی میسوری، متولد شد. مادرش فلورانس ویمن ریچاردسون، موسیقیدان و خواننده مشهور آمریکایی بود و پدرش جیمز ریچاردسون جونیور در یک شرکت دارویی کار می‌کرد.
هدلی در کودکی، در یک حادثه، از پنجره دوم ساختمان سقوط کرد و حدود یک سال بستری بود.
پس از این حادثه، مادرش بیش از حد از او مراقبت می‌نمود و حتی برای کلاس شنا یا سایر فعالیت‌های بدنی به او اجازه نمی‌داد که از منزل خارج شود.
پدر هدلی که سختگیری کمتری داشت، در سال ۱۹۰۳ بر اثر فشارهای وارده روحی و مشکلات مالی خودکشی کرد.
شرایط روحی او مدت‌ها وخیم بود تا اینکه پس از بازگشت از کالج، با کمترین فرصت برای فعالیت بدنی یا زندگی اجتماعی، بمدت چند سال تلاش کرد تا به عنوان یک پیانیست حرفه‌ای فعالیت کند، اما مدتی بعد، موسیقی را کنار گذاشت و اعتقاد داشت که استعداد این کار را ندارد. هدلی مدتی نیز به امور معنوی و کلیسا پرداخت.

## ازدواج با همینگوی

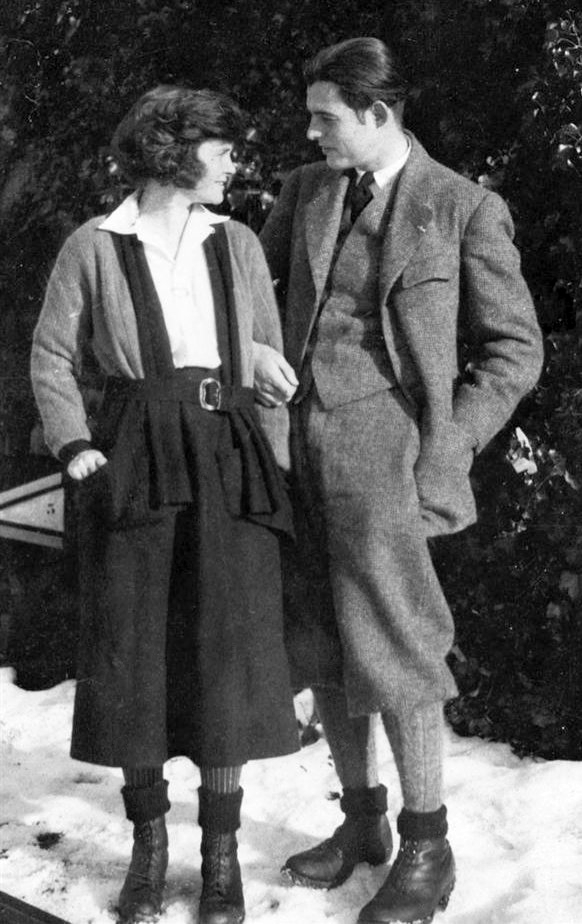
هدلی و ارنست همینگوی در سوئیس، ۱۹۲۲

هدلی ریچاردسون اولین همسر ارنست همینگوی در ابتدا معتقد بود که می‌داند که چه کاری انجام می‌دهد و مهمتر از همه، او مبلغ زیادی را به عنوان ارثیه را برای حمایت از خود و همسرش در اختیار داشت. او به استعداد همینگوی اعتقاد داشت و معتقد بود که «او برایش همسر مناسبی خواهد بود»
هدلی ریچاردسون، پس از مرگ مادرش، با همینگوی که در آن زمان با برادر دوستش، اسمیت، در یک مجله کار می‌کرد، آشنا شد و در سپتامبر ۱۹۲۱ در میشیگان، با همینگوی ازدواج کرد و به همراه همینگوی، در یک آپارتمان کوچک ساکن شد.
او در بهار ۱۹۲۶، از روابط پنهانی همینگوی با پائولین مطلع شد، و در ماه ژوئیه، پائولین برای سفر سالانه خود به پامپلونا، به هادلی و ارنست پیوست.
هدلی و همینگویی در بازگشت به پاریس تصمیم گرفتند جداگانه تصمیم بگیرند و در ماه نوامبر هادلی رسماً درخواست طلاق نمود.
حکم طلاق آن‌ها در ژانویه ۱۹۲۷ صادر شد.
ازدواج ارنست و پائولین در ماه مه ۱۹۲۷ رسمی شد؛ و آن‌ها سواحل فرانسه را برای ماه عسل برگزیدند.

## ازدواج با مولر
هدلی پس از جدا شدن از همینگوی، به فرانسه رفت و تا سال ۱۹۳۴ در پاریس ماند.
او در سال ۱۹۳۳ با یک روزنامه‌نگار اهل شیکاگو به نام پاول اسکات مولر که قبلاً او را در پاریس ملاقات، و پس از مدت کوتاهی، با او ازدواج نمود. آن‌ها مدتی بعد به شیکاگو، (همان جایی که در زمان جنگ در آنجا زندگی می‌کردند) برگشتند.
داستان زندگی آن‌ها در یک فیلم سینمائی با نام خورشید پاریس در ۱۹۵۷ به نمایش درآمد.

## مرگ
او در ۲۲ ژوئن ۱۹۷۵ در سن ۸۸ سالگی در لکلند فلوریدا درگذشت و زندگی‌نامه او با دو روایت مختلف در سال‌های ۱۹۲۲ و ۲۰۱۱ منتشر شد.
جسد او در گورستان چه گوارا در نیوهمپشایر دفن گردید.